# Bundesgymnasium und Bundesrealgymnasium Braunau am Inn
Das Bundesgymnasium und Bundesrealgymnasium Braunau am Inn als sprachliches Gymnasium und naturwissenschaftliches Realgymnasium besteht seit 1954 in der Stadtgemeinde Braunau am Inn (Trentinerplatz 1) in Oberösterreich. In der 7. Schulstufe mit circa 12 Jahren entscheiden sich die Schüler zum sprachlichen oder naturwissenschaftlichen Schwerpunkt.

## Geschichte
Nach 1945 gab es in der Bezirkshauptstadt Initiativen für die Gründung einer höheren Schule. Eine Initiative versuchte in Anlehnung an das Aluminiumwerk in Ranshofen die Gründung einer technischen Schule. Die Volkshochschule Braunau veranstaltete Vorbereitungskurse für den Übertritt in eine Mittelschule. Beide gründeten 1953 den Verein zur Gründung und Förderung einer Mittelschule in Braunau. Mit Unterstützung der Stadtgemeinde unter dem Bürgermeister Josef Schmid, und der Unterstützung des Bundesgymnasiums Ried im Innkreis unter dem Direktor Max Bauböck und mit einer positiven Stellungnahmen des Landesschulrates von Oberösterreich und mit Zustimmung des Unterrichtsministers Ernst Kolb mit Sektionschef Heinrich Drimmel konnte bereits mit 1954/1955 mit zwei Schulklassen als Expositurschule des Bundesgymnasiums Ried im Innkreis mit dem Gymnasium begonnen werden. 1956 wurde der Lehrer Hans Oberbeirsteiner zum pädagogischen Leiter der Expositurschule bestimmt. Mit 31. Jänner 1956 beschloss der Gemeinderat den Zubau und anschließenden Neubau nach den Plänen des Architekten Gerhard Bauböck aus Ried im Innkreis neben der in Baracken untergebrachten Schule. Am 23. April 1956 erfolgte mit Bürgermeister Rudolf Stöger der Spatenstich und nach den Osterferien 1957 erfolgte bereits die Übersiedlung aller Klassen in das neue Gebäude. 1960 stimmte der Unterrichtsminister Heinrich Drimmel der Selbständigkeit der Schule zu. 1962 fand die erste Matura der Schule statt. Nach der 1966 erfolgten Ergänzung der Schule mit Turnhallen fand 1967 mit dem Unterrichtsminister Theodor Piffl-Perčević eine Fertigstellungsfeier statt. Im Jahresbericht 1968/69 wird jedoch wiederum von Lehrermangel und fehlenden Klassenräumen berichtet, zumal das Schulgebäude für 12 Klassen ausgelegt war, und bereits 19 Klassen unterrichtet wurden. Von 1985 bis 1987 erfolgte die Errichtung eines Zubaus zum Schulgebäude und eine Sanierung des Altbaues mit Verlegung des Haupteinganges. 1989 erhielt die Schule eine zentrale Schulbibliothek. Am 18. September 2004 fand ein großes Absolventenfest zum 50-Jahr-Jubiläum statt und im Museum Herzogsburg stellten 22 Lehrer und Absolventen unter dem Titel GYMart ihre Bildende Kunst aus.

## Direktoren
- 1954–1960 Max Bauböck, Direktor des Bundesgymnasiums Ried im Innkreis
- 1961–1973 Hans Oberbeirsteiner, Direktor, bereits ab 1956 pädagogischer Leiter
- 1973–1990 Wilhelm Salhofer, Direktor
- 1990–1993 Rudolf Schmidt, provisorischer Leiter
- 1993–2000 Helmut Plank, Direktor
- 2000–2013 Florian Kotanko, Direktor
- seit 2013 Sebastian Plank, Direktor

## Lehrer
- Hans Plank